# Municipio de Fern Valley
El municipio de Fern Valley (en inglés: Fern Valley Township) es un municipio ubicado en el condado de Palo Alto en el estado estadounidense de Iowa. En el año 2010 tenía una población de 199 habitantes y una densidad poblacional de 2,12 personas por km².

## Geografía
El municipio de Fern Valley se encuentra ubicado en las coordenadas 43°2′38″N 94°30′16″O / 43.04389, -94.50444. Según la Oficina del Censo de los Estados Unidos, el municipio tiene una superficie total de 93.82 km², de la cual 93,74 km² corresponden a tierra firme y (0,09 %) 0,08 km² es agua.

## Demografía
Según el censo de 2010, había 199 personas residiendo en el municipio de Fern Valley. La densidad de población era de 2,12 hab./km². De los 199 habitantes, el municipio de Fern Valley estaba compuesto por el 100 % blancos. Del total de la población el 0 % eran hispanos o latinos de cualquier raza.